# Програма цивільної нерегулярної оборони
Програма цивільної нерегулярної оборони або CIDG почалася в кінці 1961 року як антиповстанський експеримент в центральному нагір'ї Південного В'єтнаму під час Війни у В'єтнамі.
Під керівництвом ЦРУ Сили спеціальних операцій армії США почали працювати з племенем монтаньярдів в селі Буона Енао, що знаходиться в провінції Дарлак. Вони покращили становище село, укріпили його, побудували притулки та встановили аварійне оповіщення, щоб попереджувати людей про наближення бійців В'єтконгу. Також 30 монтаньярдів з Буона Енао було озброєно та навчено і через деякий час вони вже патрулювали околиці свого села та почали проводити засідки на ворогів. Внаслідок цих заходів В'єтконг був позбавлений доступу до джерела їжі та робочої сили, які вони брали з довколишніх селищ.
Після цього успішного випробування спецприз почав розширювати периметр за Буон Енао, щоб охопити сусідні сільські поселення, а до кінця 1962 р. ця програма розширилась на кілька сотень сіл у провінції Дарлак.
Незважаючи на очевидні досягнення програми CIDG під керівництвом ЦРУ, до липня 1963 року контроль було передано в MACV в рамках операції Switchback. Після зміни командування акценти програми перейшли від оборонної контррозвідки до наступальної війни. Замість того, щоб поступово нарощувати систему захисту сільської місцевості, як це робив ЦРУ, MACV швидко розширив програму і почав створювати табори CIDG вздовж кордонів Камбоджі та Лаоса. Це послужило підставою для наступальних операцій, в яких спецприз США та сили CIDG проводили спостереження за кордоном, робили засідки та напади на бійців В'єтконгу, які проникали з Північного В'єтнаму.
Наприкінці 1965 р. CIDG стала дворівневою силою, в якій була створена Мобільна команда ударних сил або Mike Forces — сили спеціального призначення. Розташована в кожному з чотирьох корпусних районів, вони швидко могли відправити підкріплення в будь-який табір під час нападу ворога. Підготовлені за вищими стандартами американської армії бійці Mike Forces також здійснювали патрулювання, далекосяжні рейди та брали участь у звичайних бойових діях. З 1967 сили спеціальних операцій армії США почав поступово передати контроль над CIDG в'єтнамським колегам, Лус Луонг Дак Биет (LLDB). Як табори, так і мобільні ударні сили почали використовуватись також у поєднанні з регулярними силами США, ARVN та Free World Military Forces, і брати участь як в міських боях під час Тетського наступу, так і на «Камбоджійське вторгнення 1970».
У 1969 MACV заявила, що в'єтнамська армія була в стані охороняти кордони Південного В'єтнаму. Через цю заяву CIDG втратила свою необхідність. Всі табори й групи були розформовані. 37 таборів та їх гарнізон, які ще не були розпущені були переформовані та передані під командування Рейнджерів ARVN наприкінці 1970-х років. Програма цивільної нерегулярної оборони офіційно була закрита 31 грудня 1970 року.